# Tadeusz Czarkowski-Golejewski
Tadeusz Czarkowski-Golejewski, do 1887 Tadeusz Czarkowski herbu Habdank (ur. 12 grudnia 1850 w Smolniku, zm. w styczniu 1945) – polski urzędnik, starosta, właściciel ziemski, I ordynat na Wysuczce, poseł do Sejmu Krajowego Galicji i Rady Państwa, działacz społeczny i gospodarczy, filantrop.

## Życiorys

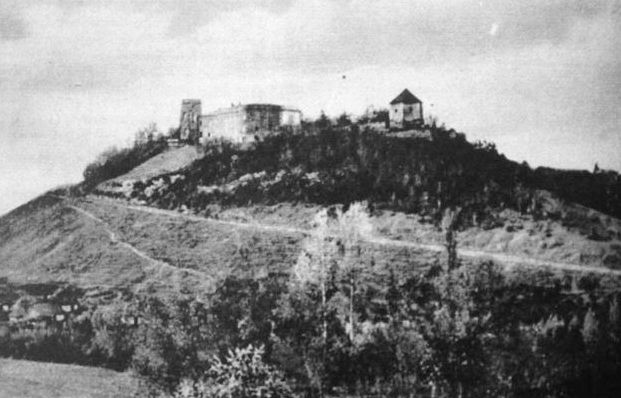
Zamek w Wysuczce

Wywodził się z rodziny Czarkowskich herbu Habdank. Jego dziadek Konstanty, po konfiskacie majątku przez Rosjan, wyemigrował do Galicji i pracował jako nauczyciel ludowy w Hleszczawie. Tadeusz Czarkowski urodził się 12 grudnia 1850 w Smolniku na folwarku Mikówka. Był synem Kajetana (1811-1875, powstaniec listopadowy, po jego upadku osiadły na ziemi sanockiej w majątku Mikówka, sędzia, lustrator dóbr) i Wiktorii z domu Mycielskiej (1831-1895). Jego rodzeństwem byli: starsza od niego Eleonora (zm. 1876) oraz młodsi Kazimierz (zm. 1898, żonaty z Marią Tokarską), Konstanty (żonaty z Józefą Smoleńską), Antoni (ur. ok. 1864), Władysław, Mieczysław (zm. w dzieciństwie), Zygmunt (zm. mając kilka miesięcy wskutek utonięcia), Bolesław (zm. mając trzy tygodnie) i Zofia (1868-1952, zamężna z Hieronimem Köllerem).
Ukończył trzy lata szkoły ludowej w Sanoku, po czym w 1862 przeniósł się do Lwowa, gdzie od 1860 pracował jego ojciec. W tym mieście zamieszkiwał z rodziną w najmowanych mieszkaniach, początkowo przy ul. Benedyktynek, potem przy ul. Chorążczyzny. We Lwowie ukończył IV klasę w szkole oo. Dominikanów, a następnie uczęszczał do C. K. Gimnazjum Franciszka Józefa, gdzie w 1871 ukończył naukę i zdał egzamin dojrzałości. Dzięki wsparciu Leona Sapiehy od wiosny 1864 pobierał stypendium ś.p. Andrzeja Żalchockiego. Podczas nauki udzielał się w zakresie śpiewu. Po maturze został zatrudniony jako mundant w kancelarii adwokackiej Hryszkiewicza w październiku 1871 rozpoczął studia prawnicze na Wydziale Prawa Uniwersytetu Lwowskiego, od grudnia tego roku był równocześnie praktykantem rachunkowym w C. K. Krajowej Dyrekcji Skarbu, a ponadto udzielał też lekcji. Kontynuując studia prawnicze, po otrzymaniu adjutum w Dyrekcji Skarbu odszedł z kancelarii adwokackiej, a od 1872 przeszedł do pracy w służbie pocztowej. W corocznych Szematyzmach jako pracownik w C. K. Urzędzie Pocztowym we Lwowie (mieście) od około 1873 figurował jako praktykant, a od około 1874 przez kolejne lata jako asystent. 26 czerwca 1874 został mianowany rzeczywistym urzędnikiem w XI randze. Po uzyskaniu frekwentacji na III roku studiów w 1876 przerwał je na czas nieokreślony z uwagi na sytuację rodzinną. Wówczas w pracy przeniósł się do działu poczty ruchomej (ambulansowej), którą wykonywał w podróży na trasie ze Lwowa do Krakowa w wagonie pocztowym. W 1880 podjął studia na IV roku nadal pracując na poczcie.
Podczas pracy pocztowej natrafiał wielokrotnie na korespondencję nieznanej sobie dotąd i zamieszkującej przy 30 Avenue des Champs-Élysées w Paryżu Marii Felicji Czarkowskiej z domu hrabianki Golejewskiej herbu Kościesza (1805-1893), żony dalekiego krewnego Cyryla Czarkowskiego (1795-1862). Zainteresowany tym faktem napisał do niej, mając na celu wystaranie u niej posady dla swojego brata Antoniego z racji posiadania przez nią dóbr na Podolu, co też udało się, gdyż Czarkowska dała Antoniemu posadę w swoich dobrach w Wołkowcach oraz opłaciła naukę w szkole leśnej. Po nawiązaniu znajomości drogą listowną Tadeusz Czarkowski wraz z bratem Antonim był gościem Marii Czarkowskiej w Paryżu od końca grudnia 1880 do stycznia 1881. Obaj bracia otrzymali wtedy od Czarkowskiej spore wsparcie finansowe. Od tego czasu do końca jej życia Tadeusz utrzymywał z nią stały kontakt listowny, a ona wspierała jego rodzinę materialnie, zaś jego samego poprzez swoje znajomości protegowała w zakresie jego służby rządowej. Za jej sprawą utrzymywał też kontakt z zaprzyjaźnionym z nią Wiktorem Osławskim, emigrantem po powstaniu listopadowym mieszkającym w Paryżu. Mając na względzie korzystniejsze opodatkowanie przy dziedziczeniu przeprowadzono legalizację dotychczasowego stanu i 21 lipca 1887 w Salzburgu Tadeusz Czarkowski został prawnie adoptowany przez Marię Czarkowską i od tego czasu określany jako jej syn przybrany. W związku z tym spełnił obowiązek warunkowany przez Golejewską w postaci dołączenia do swojego nazwiska rodowego nazwiska rodowego Marii Czarkowskiej tj. Golejewski. Za sugestią Hermanna Loebla za zgodą M. Czarkowskiej w 1887 złożył wniosek do cesarza Franciszka Józefa o prawo używania tytułu hrabiowskiego (jako że ostatni z rodu Antoni Golejewski był bezpotomny i poparł te starania). Maria Czarkowska utworzyła Ordynację Wysucką (w składzie której powstał ośrodek w Wysuczce). W akcie ustanowienia ordynacji z 1882, sporządzonym przez adwokata Marcelego Madeyskiego, Tadeusz Czarkowski był powołany na pierwszym miejscu. Ówczesna wartość wynosiła 6000 morgów nieruchomości i 1 mln złr. w gotówce. 8 października 1886 został zobowiązany przez Czarkowską do objęcia i prowadzenia jej interesów. Tym samym Tadeusz Czarkowski-Golejewski został pierwszym ordynatem na zamku w Wysuczce. Na przełomie 1890/1891 remontował ruiny zamku wysuckiego. Od tego czasu gospodarstwem tamże zajmowała się jego matka, a w maju 1891 zamieszkała tam jego rodzina tj. żona Maria z Zaleskich oraz synowie Cyryl i Wiktor. Ponadto posiadał dobra Wołkowce, Piszczatyńce, Strzałkowce (nabył w 1885). W 1894 za sumę 300 tys. florenów nabył dobra Janówka i Zagrobela na zachodnich przedmieściach Tarnopola. Zamek na Wysuczce spłonął w pożarze w kwietniu 1899.
6 października 1881 zdał egzamin na studiach. Po dziesięciu latach służby rządowej w grudniu 1881 został zatrudniony w C. K. Namiestnictwie i znalazł się wtedy na pierwszym miejscu listy praktykantów konceptowych, tj. jako pierwszy przeznaczony do awansu na koncepistę (dzięki teściowi Filipowi Zaleskiemu uczyniono wtedy wyjątek przyjmując go po zdaniu drugie egzaminu na studiach, podczas gdy warunkiem przyjęcia na praktykanta konceptowego było zdanie trzech egzaminów). W Namiestnictwie został przydzielony do I biura, kierowanego przez Mandyczewskiego. W styczniu 1881 odwiedził Czarkowską w Paryżu, a 29 marca 1882 w Krakowie zdał trzeci egzamin na studiach. W październiku 1882 zdał egzamin praktyczny polityczny. Od około 1884 zamieszkiwał w domu przy ul. Mickiewicza 26 we Lwowie własności M. Czarkowskiej, która przekazał mu go w 1885 (Tadeusz odwiedzał przybraną matkę w Paryżu przy okazji jej urodzin w styczniu 1884, 1885). Około 1883 został mianowany koncepistą namiestnictwa i przeniesiony do urzędu starostwa c. k. powiatu lwowskiego, gdzie od około 1884 do około 1887 pracował w randze komisarza. Od około 1887 do około 1889 w charakterze sekretarza namiestnictwa ponownie pracował w C. K. Namiestnictwie.
Od 1889 do około 1892 sprawował stanowisko starosty c. k. powiatu lwowskiego. Równolegle w tych latach był przewodniczącym C. K. Rady Szkolnej Okręgowej we Lwowie. Pod koniec 1890 otrzymał urlop w wymiarze jednego roku. Z uwagi na chorującą żonę, przebywającą na kuracji w Zakopanem, poprosił o przeniesienie służbowe do Nowego Targu (jego małżonka zmarła 9 stycznia 1893 w Zakopanem). Od grudnia 1892 piastował urząd starosty c. k. powiatu nowotarskiego. Na przełomie lipca i sierpnia 1893 przebywał w odwiedzinach u Marii Czarkowskiej w belgijskim uzdrowisku Spa, a w tym czasie uchwałą Rady Miasta Nowy Targ z 26 sierpnia 1893 przyznano mu tytuł Honorowego Obywatela Miasta Nowego Targu „we wdzięcznym uznaniu życzliwego dla dobra gminy a filantropijnego wobec jej uboższych mieszkańców działania”, którego dyplom odebrał po powrocie do Nowego Targu. Z posady starosty nowotarskiego został uwolniony i odszedł z pracy tamże we wrześniu 1893 po 10 miesiącach. Tym samym też zakończył po 22 latach swoją służbę rządową. Miesiąc później, 14 października 1893 zmarła w Paryżu jego przybrana matka Maria Czarkowska, a on sam mimo pośpiechu przybył tam dzień później. W spisanym przez nią 1 października testamencie napisała: „Uniwersalnym spadkobiercą moim mianuję mojego przybranego syna Tadeusza Czarkowskiego-Golejewskiego” (jednocześnie wycofała się wcześniejszej obietnicy darowania córce Koziebrodzkich Marii dóbr w Wysuczce).
Od 1894 był przewodniczącym Rady Szkolnej we Lwowie. Wybrany z grupy większych posiadłości od około 1895 do około 1901 był członkiem Rady c. k. powiatu tarnopolskiego. Pozostając jeszcze członkiem Rady powiatowej tarnopolskiej około 1901 z grupy większych posiadłości został wybrany członkiem Rady c. k. powiatu borszczowskiego i od tego czasu pełnił funkcję zastępcy prezesa wydziału powiatowego, a po śmierci Mieczysława Dunina Borkowskiego (11 listopada 1906) objął stanowisko prezesa (marszałka) wydziału powiatowego, które piastował do około 1911, po czym był wyłącznie członkiem Rady.
Wybrany z grupy gmin wiejskich w okręgu Nowy Targ pełnił mandat posła do Sejmu Krajowego Galicji VII kadencji w kadencji przewidzianej na lata 1895–1901. W tym okresie w marcu 1897 z kurii gmin wiejskich w okręgu wyborczym Zaleszczyki-Borszczów-Horodenka został wybrany posłem do Rady Państwa w Wiedniu na czas IX kadencji (1897-1901). W 1898 złożył mandat posła na Sejm Galicyjski (na jego miejsce obrano Jana Bednarskiego). Później pod koniec VIII kadencji (na lata 1901–1907) w okręgu Borszczów 15 stycznia 1907 wygrał wybory w IV kurii o wakujące miejsce po zmarłym 11 listopada 1906 Mieczysławie Dunin-Borkowskim pokonując Rusina Hieronima Kalitowskiego. Po raz trzeci był posłem na Sejm Galicyjski w IX kadencji (1908-1913), ponownie wybrany z IV kurii w okręgu Borszczów. W wyborach do Sejmu X kadencji w 1913 nie uzyskał mandatu posła.
Działał na polu organizacji i towarzystw. Pod koniec 1894 informowano, że Tadeusz Czarkowski-Golejewski jako właściciel Zagrobeli zamierzał utworzyć stację wytwarzającą energię wodną, a tym samym planował zaprowadzenie elektryczności w Tarnopolu. Od 1895 był prezesem Związku Młynarzy Galicyjskich. Około 1896/1897 był członkiem zarządu głównego Towarzystwa „Kółek Rolniczych” we Lwowie. Należał do C. K. Galicyjskiego Towarzystwa Gospodarskiego, od około 1897 do około 1901 był członkiem oddziału tarnopolsko-zbarazko-skałacko-trembowelskiego, od około 1902 członkiem czynnym oddziału borszczowskiego, którego był przewodniczącym od około 1911 co najmniej do 1914. W wydziale okręgowym w Borszczowie C. K. Galicyjskiego Towarzystwa Kredytowego Ziemskiego od około 1901 był zastępcą delegata, od około 1903 także stanowisko detaksatora, około 1905 był delegatem, a od około 1907 jednocześnie zastępcą prezesa (wobec opróżnionej posady prezesa), zaś od około 1909 do około 1913 był wyłącznie delegatem (od około 1913 zastępcą delegata tamże był jego syn Cyryl). Od młodości uprawiał myślistwo, w 1889 został rewirowym IX koła Towarzystwa Myśliwskiego im. św. Huberta, w swoich dobrach na Wysuczce gościł na polowaniu m.in. arcyksięcia Leopolda Salwatora w styczniu 1890. Był wiceprezesem Galicyjskiego Towarzystwa Łowieckiego, a w połowie 1902 otrzymał tytuł członka honorowego tegoż.

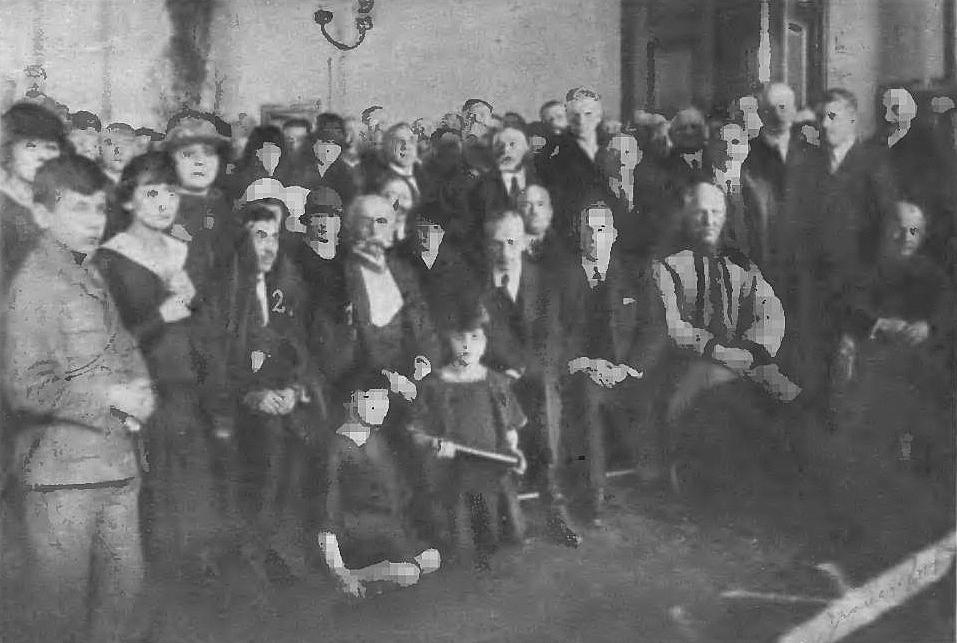
Uroczystość dekoracji Tadeusza Czarkowskiego Golejewskiego (1) Krzyżem Komandorskim Orderu Odrodzenia Polski w Borszczowie w 1925

Udzielał się też w działalności społecznej i dobroczynnej. Nadawał stypendia z fundacji Marii Czarkowskiej. Zasiadał w zarządzie Towarzystwa św. Józefa z Arymatei. Pełnił funkcję założonego około 1882 prezesa stowarzyszenia Towarzystwo Wzajemnej Pomocy Rękodzielników i Przemysłowców „Rodzina”. W marcu 1912 został przełożonym zarządu spółki oszczędności i pożyczek w Wołkowcach. Był prezesem Towarzystwa Szkoły Średniej w Borszczowie, inicjatorem powstania Polskiego Prywatnego Gimnazjum w Borszczowie i jego opiekunem.
Po odzyskaniu niepodległości przez Polskę został odznaczony Krzyżem Komandorskim Orderu Odrodzenia Polski 2 maja 1924, będąc uhonorowanym w gronie pierwszych wyróżnionych tym odznaczeniem. Został udekorowany orderem w 1925 w Borszczowie przez tamtejszego starostę Józefa Piotrowskiego. W okresie II Rzeczypospolitej pełnił funkcję komisarza rządowego w Borszczowie oraz marszałka powiatu borszczowskiego i przewodniczącego wydziału.
Przed 1912 został członkiem dożywotnim Towarzystwa Szkoły Ludowej, a w maju 1931 został wyróżniony godnością członka honorowego TSL.

## Rodzina
Tadeusz Czarkowski-Golejewski był czterokrotnie żonaty. Jego żonami i dziećmi byli:
1. od 27 stycznia 1876 Emilia Gorczyńska[122] (ur. 1850. zm. 19 marca 1879)[123], z którą miał syna Adama (ur. 19 grudnia 1876, zm. w październiku 1878 na szkarlatynę)[124] i Witolda (ur. w marcu 1878, zm. w czerwcu 1878 na koklusz)[19]
2. od 17 lutego 1884 Maria Zaleska (ur. 1862, zm. 9 stycznia 1893 w Zakopanem[125][126], córka Filipa Zaleskiego[127][128]), z którą miał synów: pierwszego Cyryla (1885-1940[129], drugi ordynat na Wysuczce, jego córką była Klementyna Mańkowska), drugiego (ur. w sierpniu 1886, zm. po 26 godzinach[130]), trzeciego Wiktora (1888-1940, ziemianin gospodarujący w Janówce, rotmistrz rezerwy kawalerii Wojska Polskiego); obaj synowie zostali ofiarami zbrodni katyńskiej w 1940, ich nazwiska znalazły się na Ukraińskiej Liście Katyńskiej[131],
3. od 1895 Klementyna Rudnicka herbu Lis[127] (1862-1898, córka pisarki Zofii Rudnickiej), z którą miał syna Kajetana (1897-1977, pilot, żołnierz),
4. Wanda Ustyanowicz, z którą miał córkę Halinę.

W 1905 został wydany Pamiętnik Tadeusza Czarkowskiego-Golejewskiego pierwszego ordynata na Wysuczce. Poświęcony dzieciom i wnukom oraz najbliższej rodzinie, anonsowany jako część pierwsza.